# Lucio Cincio Alimento
Lucio Cincio Alimento (in latino Lucius Cincius Alimentus; 249 a.C.) è stato uno storico e politico romano.

## Biografia
Lucio Cincio Alimento, di origine plebea, divenne senatore e poi pretore nel 210 a.C., venendo inviato in Sicilia e posto al comando delle due legioni "cannensi". Egli sottostava al comando del console di quell'anno, Marco Valerio Levino, che, una volta tornato a Roma per indire le elezioni del nuovo anno, affidò il governo della provincia ed il comando dell'esercito al Cincio Alimento, mentre inviò il comandante della flotta, Marco Valerio Messalla, con una parte delle navi in Africa a spiare i preparativi dei Cartaginesi ed a predare quelle terre.
Marco Valerio Levino e Lucio Cincio ottennero la proroga del comando in Sicilia dell'esercito di Canne, con l'ordine di completarlo con i soldati sopravvissuti dalle legioni di Gneo Fulvio. Fu, inoltre, disposto dal Senato di Roma che venissero inviate trenta quinquererni a Taranto dalla Sicilia al console Fabio Massimo. Con l'altra parte della flotta, Valerio Levino poteva o condurre una campagna in Africa per depredare quei territori, oppure inviarvi, a sua discrezione, uno dei suoi luogotenenti tra il propretore Lucio Cincio o Marco Valerio Messalla.
Nel 208 a.C. assediò senza successo Locri. Una dopo l'altra le città dell'Italia meridionale conquistate dai Cartaginesi o ribellatesi a Roma erano state riprese dai Romani. Dopo aver riconquistato Taranto i Romani rivolsero il loro sguardo su Locri, l'ultima grande città dell'antica Magna Grecia ancora nelle mani di Annibale.
L'impresa, però, si dimostrò subito ardua per i Romani, tant'è che le truppe terrestri inviate a supporto di una spedizione navale guidata da Cincio Alimento vennero annientate presso Petelia soffrendo la perdita di quasi tremilacinquecento uomini (duemila morti e quasi millecinquecento prigionieri). Poco tempo dopo persino i due consoli romani, Marco Claudio Marcello e Tito Quinzio Crispino, trovarono la morte durante una ricognizione nei pressi degli accampamenti cartaginesi.
Nel frattempo, comunque, la spedizione navale di Cincio Alimento raggiunse Locri assediandola. Immediatamente Annibale radunò le sue truppe e si mise in marcia verso Locri. All'interno della città assediata si trovava il presidio cartaginese comandato da Magone il Sannita, il quale, vedendo giungere il suo comandante per dargli man forte, decise di lanciare un furioso attacco contro le truppe assedianti romane, le quali, stupite dalla reazione di Magone ed intimorite dal sopraggiungere di Annibale, si diedero alla fuga a bordo delle navi con le quali erano giunte. Lo stesso Cincio Alimento fu preso prigioniero, ed ebbe l'occasione di conoscere personalmente Annibale.

## Annales
Tornato a Roma dopo la prigionia nelle mani dei Cartaginesi, Cincio Alimento scrisse Annales in lingua greca, di cui rimangono circa 10 brevi frammenti.
Nell'opera narra delle leggendarie origini (da lui fissate alla XII Olimpiade, ossia tra 732 e 729 a.C.) della storia di Roma, giungendo sino al periodo della seconda guerra punica. Dai frammenti traspare che Cincio mostrava un notevole interesse per le tradizioni e i riti legati alla sfera religiosa .
Nonostante la ricchezza di contenuto, gli antichi tennero in scarsa considerazione gli Annales a favore dell'opera del contemporaneo Quinto Fabio Pittoreː a differenza di quest'ultimo Cincio Alimento, per le sue origini plebee, mostra una minore tendenza filoaristocratica, individualista e nazionalista, ponendosi comunque fini propagandistici.